# 武士頌
《武士頌》（日语：侍唄 (さむらいソング)）是關西傑尼斯8的第34張單曲，於2015年12月2日發行。

## 概要
《武士頌》是錦戶亮主演朝日電視台周五晚間劇場武士老師的主題曲。由現在音樂人池田貴史製作完成。

## 收錄曲目

### 初回限定盤
CD
1. 《武士頌》
  - 作詞・作曲・編曲：池田貴史
  - 朝日電視台週五電視劇「武士老師」主題曲
2. 《獻給你的頌歌》
  - 作詞：Junxix・作曲：Junxix、Saku・編曲：久米康嵩

特典DVD
1. 《武士頌》MV及製作幕後花絮

### 普通盤
CD
1. 《Heavenly Psycho》
  - 作詞：TAKESHI・作曲：Julius Lars Bengtsson､Henric Per Hugo Uhrbom・編曲：錦戸亮、大西省吾
2. 《武士頌 (卡拉OK版)》
3. 《獻給你的頌歌 (卡拉OK版)》

## 外部連結
- Sony music (中文) （页面存档备份，存于）
- INFINITY RECORDS （页面存档备份，存于）